# فالديس زاتلرز
فالديس زاتلرز (من مواليد 22 مارس 1955): سياسي وطبيب من لاتفيا، شغل منصب الرئيس السابع للاتفيا من عام 2007 إلى عام 2011. وفاز في الانتخابات الرئاسية اللاتفية في 31 مايو 2007. وأصبح رئيس لاتفيا يوم 8 يوليو 2007  ، وترك منصبه في 7 يوليو 2011 بعد فشله في الفوز لأنتخابه لولاية ثانية.

## وصلات خارجية
- فالديس زاتلرز على موقع مونزينجر (الألمانية)
- فالديس زاتلرز على موقع إن إن دي بي (الإنجليزية)

- Chancery of the President of Latvia